# Martin Ivos
Martin Ivos (* 2. Dezember 1991) ist ein österreichischer Fußballspieler.

## Karriere
Ivos begann seine Karriere 1998 beim DSG Pichling einem Vorortklub von Linz. Später kam er in die Fußballakademie Linz, wo er aktuell in der Toto-U-19-Jugendliga aktiv ist. In bisher neun Spielen konnte er drei Treffer erzielen. 
Sein Debüt für LASK Linz in der Bundesliga gab er am 22. November 2008 gegen SK Austria Kärnten. Ivos wurde in der 80. Minute für Florian Klein eingewechselt. Das Spiel endete 0:2. Danach bestritt er mehrere Spiele für die zweite Mannschaft des LASK, die in der OÖ Liga spielte. In der Rückrunde 2008/09 war er an den FC Waidhofen/Ybbs ausgeliehen, der in der Regionalliga Ost spielte. Im Jahr 2011 wechselte er zum SKU Amstetten. Anfang 2012 kehrte er zu seinem Heimatklub DSG Union Pichling zurück.